# Gabriella Paruzzi
Gabriella Paruzzi (n. 21 iunie 1969, Udine, Friuli-Veneția Giulia, Italia) este o schioară de fond ce a reprezentat Italia, medaliată olimpică. A participat la 5 ediții ale Jocurilor Olimpice (1992, 1994, 1998, 2002, 2006) în care a câștigat o medalie de bronz.